# 세계 누드 자전거 타기

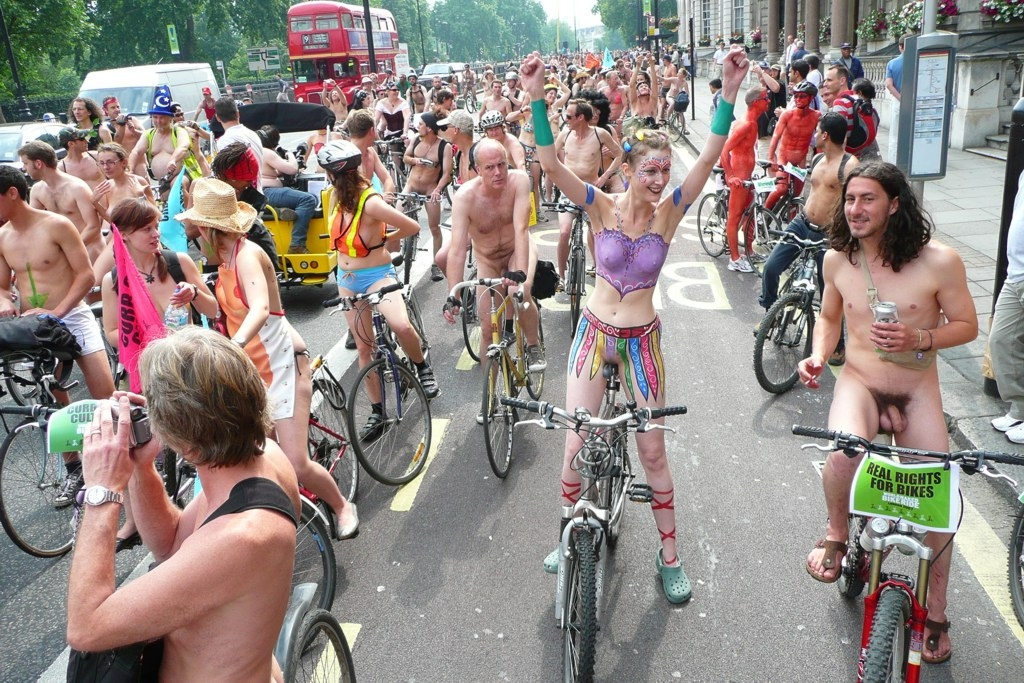
세계 누드 자전거 타기

세계 누드 자전거 타기(영어: World Naked Bike Ride, WNBR)는 국제적인 자전거 타기 행사로, 옷을 벗고 탄다. 반드시 다 벗을 필요는 없으며, 속옷을 입기도 한다. 자전거뿐만 아니라 스케이트보드, 인라인스케이트 등으로 타기도 한다. 행사의 모토는 "자신 있으면 벗어봐"(bare as you dare)이다.

## 같이 보기
- 보헤미아니즘
  - 반문화
- 크리티컬 매스
- 문화 방해
  - 직접행동
  - 플래시 몹
  - 스마트몹
- 나체주의
- 누드 비치
- 나체